# Guevea de Humboldt
Guevea de Humboldt è un comune del Messico, situato nello stato di Oaxaca.